# 1490
1490 (MCDXC) fue un año común comenzado en viernes según el calendario juliano en vigor en esa fecha.

## Acontecimientos
- Los portugueses fundan la primera misión del África negra.
- Fernando el Católico concede a Alicante el título de ciudad.
- Los Húngaros son expulsados de Viena.
- Primera edición en valenciano de Tirante el Blanco (Tirant lo Blanch en su título original) de Joanot Martorell y Martí Joan de Galba, publicada en Valencia.
- Leonardo Da Vinci realizó el dibujo Hombre de Vitruvio, donde se describe cuales son las proporciones ideales del cuerpo humano.
- En el actual Colombia comienzan los gobiernos del zipa Nemequene en Bacatá y del zaque Quemuenchatocha en Hunza. Se declaran la guerra. Termina el gobierno del zaque Michuá.

## Nacimientos
- Blasco Núñez Vela, primer virrey del Perú.
- Alonso Berruguete, pintor español.
- Claude Garamond, impresor y tipógrafo francés.
- Juan de Padilla, noble y revolucionario castellano.

## Fallecimientos
- Isabel de Villena, Valencia (1430 - 1490) Escritora e ideóloga.